# Szovjetunió budapesti nagykövetsége
A Szovjetunió budapesti nagykövetsége ma már nem működő, 1934 és 1991 között létező diplomáciai képviselet volt Magyarországon. A független Magyarország 1918-as megalakulása után ez az intézmény volt - a második világháború éveit leszámítva - az oroszok és a szocialista szövetségi köztársaság többi népe közötti hivatalos kapcsolatok egyik intézménye. A Szovjetunió felbomlása után szerepét Oroszország budapesti nagykövetsége – valamint a függetlenné váló államok külképviseletei – vették át. Az utolsó szovjet (és az első orosz) nagykövet Ivan Pavlovics Abojmov volt.

## Története
Az 1919-es magyarországi Tanácsköztársaság szocialista eszmeisége mély nyomokat hagyott a társadalomban, a konszolidációt követő kormányok kerülték a Szovjetunióval való kapcsolatfelvételt. 1924. szeptember 12-én azonban mégis kapcsolatot létesített a két ország - magyar részről az volt a fő motiváció, hogy Románia is kezdeményezte a kapcsolatok felvételét, és Besszarábia hovatartozásáról kezdtek tárgyalásokat. Bár e szerződés lehetővé tette volna, még egy évtizedig nem történt követcsere. 1934-ben történt meg a kölcsönös követküldés, amit egy részletes megállapodás előzött meg, melyben a magyar fél kikötötte, hogy csak született orosz (szovjet) állampolgár lehet tagja a követség állományának. Ezzel azt szerették volna elkerülni, hogy azok a magyarok, akik exponálták magukat a Tanácsköztársaság idején, és a Szovjetunió befogadta őket, visszatérhessenek Magyarországra. Az első kinevezett szovjet követ Adolf Petrovszkij volt, akit a Szovjetunió bécsi nagykövetsége vezetőjeként akkreditáltak Magyarországban is, 1934. április 6-án érkezett Budapestre. Őt viszonylag hamar váltotta egy ténylegesen Magyarországra kinevezett követ, Alekszandr Artyemjevics Bekszadián, aki 1935-ben érkezett Budapestre. A követség első épülete a Stefánia úton volt (az akkori számozás szerint a 33., a mai számozás alapján feltehetően a 63. szám alatt). A követség viszonylag hamar kibérelte a VI. Bajza utca 42. szám alatti úgynevezett Léderer-házat, amit hat hónappal később meg is vásároltak. 1939 elején Magyarország csatlakozott az antikomintern paktumhoz, melynek hatására a Szovjetunió megszakította a diplomáciai kapcsolatokat, a követséget bezáratta, követét hazarendelte. A diplomáciai kapcsolatok azonban alig néhány hónappal később, a Molotov–Ribbentrop-paktum augusztusi aláírásával ismét rendeződtek. A követség tagjai 1941 júliusában a német támadást követően hagyták el Magyarországot Törökország irányába. A követséget Svédországra bízták, és meghagyták, hogy valamennyi otthagyott bútort, könyvet és más értéktárgyat árverezzenek el, a bevételt pedig fordítsák a kifizetetlen számlák rendezésére, a maradék összeget pedig utalják a Szovjetunióba. Az épület kiürítésekor derült ki, hogy az irodai berendezések mellett számos értékes festmény és szobor díszítette az épületet, és hogy a követség könyvtárában az orosz művek mellett teljes Jókait, Mikszáthot, Aranyt, Petőfit és Adyt is őriztek.
1945. szeptember 25-én Vorosilov marsall felajánlotta az Ideiglenes Nemzeti Kormánynak a diplomáciai kapcsolatok felvételét, majd a pozitív választ követő 4. napon megkérte az agreement-t Georgij Makszimovics Puskin részére, amit a következő napon, szeptember 30-án meg is kapott. Így a Szovjetunió a háború után az elsők között létesített követséget hazánkban. A Magyarországra 1944-45-ben érkező Vörös Hadsereggel együtt a kommunista eszmék és a sztálinista diktatúra bevezetésének igénye is megérkezett. A Szovjetunió jelentős mértékben befolyásolta a magyar belpolitikát a kommunista hatalomátvétel támogatásával. Az országba egyre több szovjet tanácsadó és szakértő (specialista) érkezett, akik a fegyveres testületek, államigazgatás és politika területén, valamint gazdasági intézményeknél fejtették ki tevékenységüket. Egy részük a szovjet nagykövetség állományához tartozott, sőt, felmerült, hogy a követségen belül létrehoznak egy gazdasági tanácsosi pozíciót, melynek mindenkori betöltője felügyelné az ideológiai téren elméleti kérdésekben állást foglaló tanácsadók munkáját (ez végül Magyarországon nem valósult meg). Szintén nagykövetségi állományba tartoztak a szovjet állambiztonsági szervek hivatalos képviselői, akik segítették a magyar állambiztonsági szolgálatok létrehozását, operatív tervek kidolgozását, káderek kinevelését stb. A követség létszáma annyira felduzzadt, hogy kialakult az úgynevezett szovjet kolónia, ami az Andrássy út-Bajza utca-Lendvay utca-Munkácsy Mihály utca által határolt hatalmas tömböt foglalta el és lakta be. Városszerte több ponton voltak szovjet érdekeltségű ingatlanok, kisebb kolóniák, melyek azonban már nem tartoztak közvetlenül a követség alá; katonai, vagy más fegyveres testületek létesítették azokat. A követséget 1948-ban nagykövetségi rangra emelték, Sztálin 1953-as halálával pedig valamelyest csökkent a szovjet befolyás - legalábbis a sztálinista gyakorlat importja -, így a követség létszáma is.
1973. november 9-én nyílt meg Budapest V. kerületében a Semmelweis utcában a Szovjet Kultúra és Tudomány Háza, ami 30 éven át volt centruma az orosz (és a tagköztársaságok) tudományos és kulturális életét bemutató programoknak. Az intézmény 1991-ben változtatta meg a nevét Orosz Kulturális Központra, és 1994-ben költözött át az Andrássy út 120-ba, az orosz nagykövetség telkére.
1980-ban főkonzulátus nyílt Debrecenben, ami a Szovjetunió felbomlása után Oroszország debreceni főkonzulátusaként működött tovább.
1991-ben a Szovjetunió felbomlása időszakában Magyarország december 6-án létesített diplomáciai kapcsolatot az új államalakulattal, vagyis Oroszországgal, s a nagykövetség is még abban a hónapban Oroszország diplomáciai missziója lett, s működik mindmáig Oroszország budapesti nagykövetségeként.